# Ministero del personale (Cina imperiale)
Il Ministero del personale/delle nomine civili, anche Ufficio del personale/delle nomine civili (吏部S, LìbùP) era uno dei sei ministeri del governo nella tarda Cina imperiale. Persistette dal tempo dei Tang (VII secolo) fino alla Rivoluzione Xinhai del 1911. Era responsabile delle nomine civili, delle valutazioni di merito, delle promozioni e delle declassazioni dei funzionari, nonché della concessione di titoli onorifici. Le nomine, le promozioni e le declassazioni dei militari rientravano invece nell'ambito di competenza del Ministero della Guerra.